# Il telegramma
Il telegramma era un programma televisivo italiano andato in onda su Antenna 3 Lombardia tra il 1980 e il 1983 per la regia di Beppe Recchia e con la conduzione di Gerry Bruno.

## Il programma
Il gioco, a cui si poteva partecipare telefonicamente da casa, consisteva nello scoprire le lettere di un telegramma inviato negli studi televisivi da un noto personaggio.
La prima edizione fu collocata, quale trasmissione autonoma, nella fascia oraria del mezzogiorno (allora assoluta novità in Italia), con la partecipazione di Fausto Fidenzio e dei Musical. Le due edizioni successive furono inglobate in due programmi di varietà di più ampio respiro. Nel 1982 fu infatti inserito in Non lo sapessi ma lo so, storico programma con Massimo Boldi e Teo Teocoli.
Il passaggio di Boldi alle reti Fininvest comportò la trasformazione in Buccia di banana, con un nutrito cast di comici tra cui Zuzzurro e Gaspare, Giorgio Ariani, Giorgio Porcaro, Giorgio Faletti.